# 塩見きら
塩見 きら（しおみ きら、1998年11月6日 - ）は、日本のソロアイドル。
アイドルユニット神宿の元メンバー。321アイドル部のメンバーとしても活動している。イメージカラーは緑色。愛称はしおみぃ。所属事務所は株式会社321、アーティストハウス・ピラミッド。フリーランスでの活動も行っている。

## 略歴
愛媛県松山市出身（出生地は愛媛県今治市）、津田塾大学数学科卒。
大学は数学科に通っており、高校時代には数学全国統一模試1位に輝いたことがある。
両親の猛反対を押し切り、大学進学のタイミングで上京。憧れの東京生活だったが描いていた生活とは真逆の生活で、寮に引きこもることが多くなった。引きこもっている間に乃木坂46の動画を観て、輝く同世代に憧れを抱き、アイドルオーディションを受けることを決意した。

### 2019年
- 1月、アイドルユニット神宿の新メンバーオーディションに応募。
- 3月24日、タワーレコード渋谷店で開催された「神が宿る場所～ROAD TO 豊洲PIT 最終候補メンバー発表～」イベントにて神宿の最終候補メンバー7名のうちの１人として発表された[8]。
- 4月29日、豊洲PITで開催された「LIVE DAM STADIUM presents 神が宿る場所〜ここが私の生きる場所〜」での神宿新メンバーオーディション最終選考にて、3000人の応募の中から神宿の新メンバーとして1名に選ばれた[9]。
- 5月10日、池袋サンシャインシティ噴水広場で開催された神宿新体制お披露目イベント「神が宿る場所 ～後方よし 前よし 出発進行～」にて、豊洲PITでの新メンバー加入決定後、初のお披露目となった[10]。
- 9月13日、超！アニメディアの連載「神宿・塩見きらのゆるりと真剣にアニメ語り！」が開始[11]。
- 9月29日、幕張メッセにて「神宿5周年記念ワンマンライブ 神が宿る場所〜君が君らしくあればいいのさ〜」が開催。デビュー5ヶ月にしてキャパ5000人の会場でのライブを行うこととなった[12]。

### 2020年
- 6月1日、ファンコミュニティサイトChipにて個人ファンクラブ「塩見すきすき倶楽部」を設立。
- 10月31日、アイドル雑誌BUBKAにて塩見きらによるアイドルコラム連載「ここが私の生きる場所」が開始[13]。
- 11月6日、初のソロ楽曲となる「Twenty」をデジタルリリース[14]。この曲は神宿メンバー初のソロ曲であり、自身初作詞・初作曲も務めた。

### 2021年
- 5月31日、クリエイターユニットKISORAでの楽曲「花は純、君に幸あれ」が公開。7月7日に当ユニットに塩見きらが参加していることが発表された[15]。
- 9月26日、ぴあアリーナMMにて「神宿 7th Anniversary Live WE ARE KAMIYADO」が開催。過去過去最大規模のキャパ12,000人の会場でのライブとなった[16]。
- 11月6日、KT Zepp Yokohamaにて初のソロライブ「塩見の“1人でできるもん”kira's birthday ～好きだと気付いた瞬間～」を開催[17]。公演の中でYouTubeチャンネル「塩見チャンネル」の始動、初の写真集発売が告知された。

### 2022年
- 4月3日、初の写真集「ただ何となく過ごしているこの日常が、いつかは壊れてしまうんじゃないかってふと不安に襲われるけれど、たくさんの記憶を振り返ったらなんだかこんなことになってしまっていて僕は、また『好き』だって呟いた。」、通称「好き」が発売[18]。神宿メンバー初の写真集発売となった。
- 4月29日、1st Single「夜な夜なよ」でソロアーティスト活動を開始。自身初のソロミニアルバム発売も発表された。同日にYouTubeチャンネル「塩見きら Official」が始動し、「夜な夜なよ」のMVが公開された。
- 6月29日、塩見きら初のソロミニアルバム「トーキョー・コンティニュー」が発売[19]。全曲の作曲・プロデュースはKITA.こと上北健が担当。塩見きら自身も作詞に携わっている。
- 11月2日、カバー楽曲「ラムのラブソング」をデジタルリリース[20]。

### 2023年
- 2月8日、カバー楽曲「バレンタイン・キッス」をデジタルリリース[21]。
- 4月2日、所属するアイドルユニット神宿が活動休止。
- 4月3日、株式会社神宿を退所[22]。フリーランスとしてソロ活動を開始。
- 4月29日、オリジナル楽曲「VSME」「コドモ・オトナ制度」のMVをYouTubeチャンネル「塩見きらOfficial」にて２曲同時公開。同曲は5月5日にデジタルリリース。
- 8月11日、初のAI写真集「AIdol」が発売。Amazonランキング写真集売れ筋ランキング1位となった。
- 8月13日、豊洲PITにて所属する321アイドル部のデビューステージとなる「321夏祭り」が開催。321アイドル部は所属する株式会社321の最高顧問である菅本裕子がプロデュースを務めており、元乃木坂46の斉藤優里も所属している。
- 10月1日、ファンクラブアプリFanmilyにて「塩見すきすき倶楽部 改」を設立。

### 2024年
- 1月24日、オリジナル楽曲「Math de Lovin'」「完璧!!Dollちゃんッッ♡♡」を2曲同時リリース。
- 6月8日、自身初のグラビアが雑誌「週刊FLASH」に掲載[7]。初グラビアにして裏表紙を飾った。同日にデジタル写真集「透明なままで」が発売[6]。Amazon写真集ランキングで1位となった。

## 人物
- 血液型O型、身長158cm[3][4][5]。
- 一人称は塩見、きら、私。
- 神宿での自己紹介は「400+3=？ 『しおみぃ！』 しおみぃこと塩見きらです。しおみぃって呼んでください、せーの 『しおみぃ！』 はい、エンターキー！」[2]。
  - 2019年5月3日に豊洲PITで開催された「水溜りHighSchool 文化祭」にて水溜りボンド・カンタが考案した。
  - ライブ配信アプリPocochaの配信内にて考案された新自己紹介は「きらを推さんとなんしよん？『推しとるよー！』」である。現在は2つの自己紹介フレーズを使用している。
- 父は阪神タイガースファン、母は愛媛県松山市で花屋を経営している。
  - 自身も阪神タイガースの熱烈なファンで、休みの日には球場に足を運んで試合観戦をしている。観戦した試合の勝率が高いため、一部から「勝利の女神」と呼ばれている。
- 妹の「りりあ」と仲が良く、YouTubeチャンネル「塩見チャンネル」にも出演している。
- 犬を2匹飼っている。名前は「あられ(きりん)」と「ころも」。実家では猫を飼っている。
- 好きな食べ物はオムライス・ラーメン、嫌いな食べ物は酢豚[6]。
- 学生時代の部活はバスケ部、合唱部に所属。
- 大学時代はカフェと交通事故の電話受付のアルバイト経験がある[23]。
- 趣味は野球観戦、ギャンブル、お酒、サウナ、ゲーム[5]。
- 特技は数学、ポケモンカード、能楽、英語[5]。
- ギャンブル全般が得意。ギャンブル開始以降の生涯収支は100万円を超えている。
- 坂道合同新規メンバー募集オーディションでは、応募総数12万9182人から残り約100名のところまで進んでいたが、オーディションでは泣いて喋ることができなかった。
- 所属するアイドルユニット神宿の楽曲「グリズリーに襲われたら♡」内でのセリフが棒読みであったため棒読みキャラとされていたが、ソロ楽曲「週末コンプレックス」や初舞台「遠き明日への子守唄」内では感情のこもったセリフを披露しファンや共演者を驚かせている。
- アイドルオーディションは背が高い方が有利だと思っていたため、神宿の新メンバーオーディションに応募した際は書類に身長160cmと記載していた。
- 好きな人物は元欅坂46の平手友梨奈。
- ギターを弾くことができ、ライブでは弾き語りを披露したこともある。
- 文才があると評価され、数々のコラムやグループ楽曲の作詞も務めている。
- アレルギーを複数持っている。主に甲殻類、犬、金属等。
- 夢は武道館でのソロライブ、甲子園での始球式[6]。

## 作品

### 配信シングル
- 夜な夜なよ（2022年4月29日、MTRX Entertainment）
- ラムのラブソング（2022年11月2日、MTRX Entertainment）
- バレンタイン・キッス（2023年2月8日、MTRX Entertainment）
- コドモ・オトナ制度（2023年5月5日、MTRX Entertainment）
- VSME（2023年5月5日、MTRX Entertainment）
- 完璧!!Dollちゃんッッ♡♡（2024年1月21日、塩見きら）
- Math de Lovin'（2024年1月21日、塩見きら）

### アルバム
- トーキョー・コンティニュー（2022年6月29日、MTRX Entertainment）

収録曲
1. 夜な夜なよ
2. スパイラる
3. わがまま優等生
4. 新・常識研究会
5. 週末コンプレックス
6. わんだーないと

### イメージビデオ
- キラキラリ（2025年3月26日、スパイスビジュアル）[24]
- スキ・キライ（2025年6月20日、竹書房）[25]
- きみのとなりに（2025年9月24日、スパイスビジュアル）[26]

### 写真集
- ただ何となく過ごしているこの日常が、いつかは壊れてしまうんじゃないかってふと不安に襲われるけれど、たくさんの記憶を振り返ったらなんだかこんなことになってしまっていて僕は、また『好き』だって呟いた。（2022年4月3日、株式会社神宿）
- きらららぽん（2025年7月18日、小学館）ISBN 978-4-09-682489-4[27]

### デジタル写真集
- AIdol（2023年8月11日、合同会社AI torch）
- 透明なままで（2024年5月8日、光文社［FLASHデジタル写真集］、撮影：岡本武志）[28]
- もぎたてりんごパイ（2024年12月6日、小学館［週刊ポストデジタル写真集］、撮影：唐木貴央）[29]
- きらきらにまばゆい。（2024年12月9日、集英社［週プレ PHOTO BOOK］、撮影：岡本武志）[30]
- 見惚れる（2024年12月12日、集英社［YJ PHOTO BOOK］、撮影：岡本武志）[31]

## 出演

### テレビ
- Z STUDIO SENSORS（2023年12月21日、日本テレビ）
- 関内エビル（2024年1月19日、テレビ神奈川）
- モノマネモンスター（2024年5月14日、日本テレビ）
- じっくり聞いタロウ（2024年5月30日、2025年1月16日、テレビ東京）
- SHOW激！今夜もドル箱（2024年10月15日、テレビ東京）- ゲスト
- クロナダル（2024年10月28日、2025年1月13日、テレビ朝日）
- ナゼそこ?（2025年1月23日、テレビ東京）
- サンデージャポン (2025年3月16日、TBS)
- 激推し!今夜もドル箱（2025年4月15日 - テレビ東京）- レギュラーMC
- さらば青春の光の青春ジャック！！（2025年7月5日、テレビ愛媛）

### ラジオ
- DJ Tomoaki's Radio Show!（2024年4月25日、下北FM）

### 雑誌・新聞
- デイリースポーツ 《新時代の注目スター令和にキラリ☆》（2024年2月13日）
- 週刊FLASH（2024年5月8日、光文社）※裏表紙・グラビア掲載

### ウェブ配信
- ボートレーススペシャルLIVE（2024年3月15日、YouTube）
- WINTICKET ミッドナイト競輪（2024年5月25日、ABEMA）

### 舞台
- 遠き明日への子守唄（2024年5月10日）- キラリ 役

### モデル
- 関西コレクション （2025年3月2日、京セラドーム）